# PQLC2L
PQLC2L (англ. PQ loop repeat containing 2 like) – білок, який кодується однойменним геном, розташованим у людей на 3-й хромосомі. Довжина поліпептидного ланцюга білка становить 135 амінокислот, а молекулярна маса — 15 626.
| 10         |  | 20         |  | 30         |  | 40         |  | 50         |
| ---------- |  | ---------- |  | ---------- |  | ---------- |  | ---------- |
| MKVVGNYRVN |  | TANSSTDTSG |  | EHLTCLRSQL |  | FVAYRNGRVD |  | EAVSLGFLDC |
| WIGGDLTNFK |  | GCYLTNQLPI |  | QIFTAIFDMN |  | TDVIILSQFM |  | YYRLKNQKKK |
| MIFQPQLFKD |  | SITREKVRLS |  | LWGVLCPVYI |  | PYSFR      |  |            |

A: Аланін

C: Цистеїн

D: Аспарагінова кислота

E: Глутамінова кислота

F: Фенілаланін

G: Гліцин

H: Гістидин

I: Ізолейцин

K: Лізин

L: Лейцин

M: Метіонін

N: Аспарагін

P: Пролін

Q: Глутамін

R: Аргінін

S: Серин

T: Треонін

V: Валін

W: Триптофан

Задіяний у такому біологічному процесі, як альтернативний сплайсинг. 